# Dommarien
Dommarien é uma comuna francesa na região administrativa de Grande Leste, no departamento de Haute-Marne. Estende-se por uma área de 17,75 km². Em 2010 a comuna tinha 171 habitantes (densidade: 9,6 hab./km²).